# Senderismo en Argentina

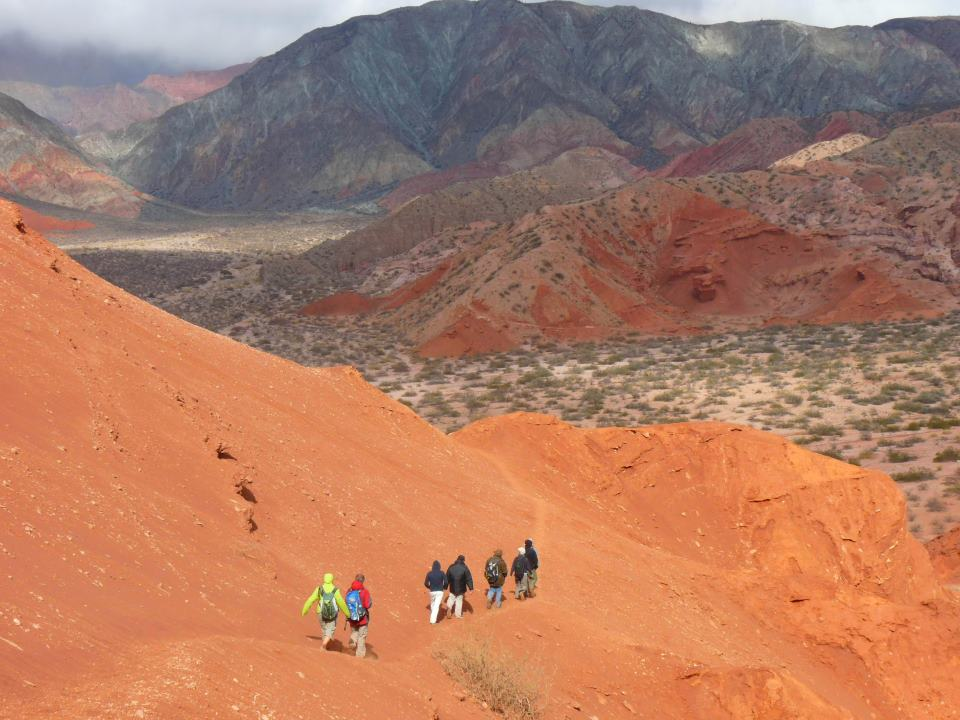
Senderismo en la Quebrada de las Conchas, Cafayate (Provincia de Salta).

El senderismo en Argentina se caracteriza por una amplia gama de entornos y climas para los caminantes, que se debe en gran parte a la extensa y variada geografía y ecorregiones de Argentina. Estos van desde las selvas húmedas en el norte, las regiones áridas de noroeste con sus valles y quebradas, la mesopotamia con sus humedales y tierras selváticas en Misiones, pasando por las zonas de serranías mediterráneas en el centro, hasta los picos y montañas a lo largo de la cordillera, a lo que se agregan bosques y lagos de la Patagonia en el sur.
El senderismo, si bien es considerada una especialidad dentro del «montañismo», en la actualidad su práctica se ha extendido a lugares donde no necesariamente existe ascenso, como ser en zonas rurales, costeando ríos, playas, e incluso existen agrupaciones que realizan senderismo urbano.
En el montañismo es necesario una condición física adecuada y el asesoramiento de guías calificados. En las caminatas, las dificultades están clasificadas en Baja-Media-Alta, y es quien lo práctica el que elige cómo y dónde hacerlo de acuerdo a su condición física.
En senderismo, si bien se usa la misma designación en cuanto a calificarlas en Baja-Media-Alta. No son equivalentes a las de montañismo. 
Pueden realizarlo prácticamente personas de todas las edades, en familia, grupos pequeños, o grandes, siendo esta una de las maneras de conocer lugares, su cultura, tradiciones, naturaleza, etc. Es altamente recomendable que las personas que desean practicar este deporte efectúen antes un examen físico con un médico deportólogo. 
En invierno o verano es conveniente un guía o coordinador, aunque actualmente existen lugares perfectamente accesibles y señalizados como los parques nacionales.

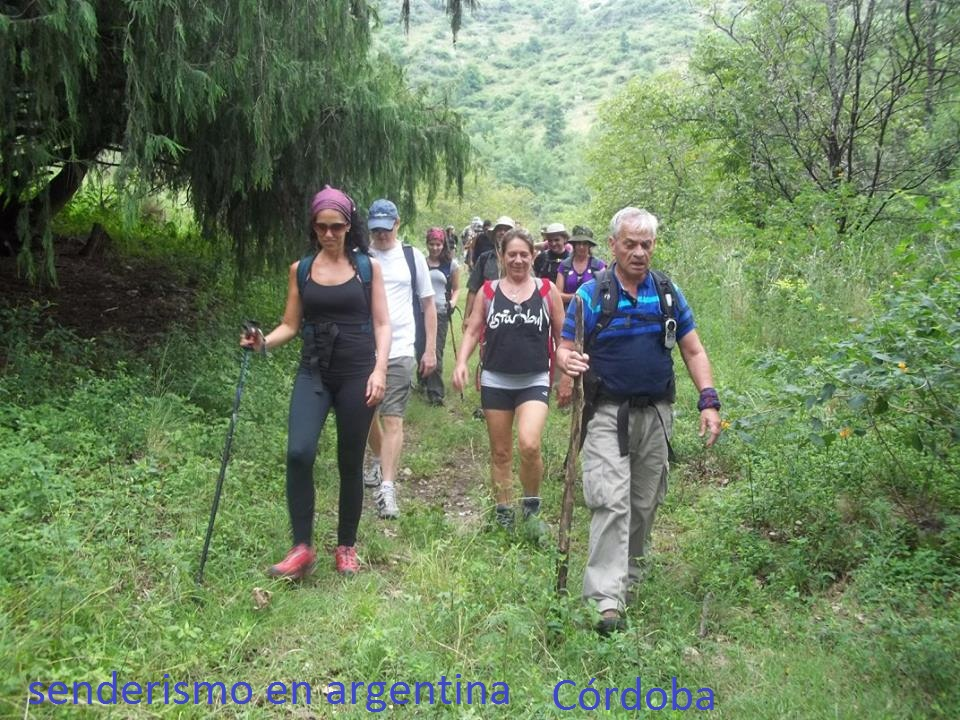
Senderismo en Argentina

En Argentina puede ser considerada todavía una actividad incipiente, pero que va creciendo e incluso avanzando en su legislación. Existen asociaciones e instituciones a nivel terciario y universitario que contemplan la carrera: Guías de Senderismo (o Senderismo).

## Senderos

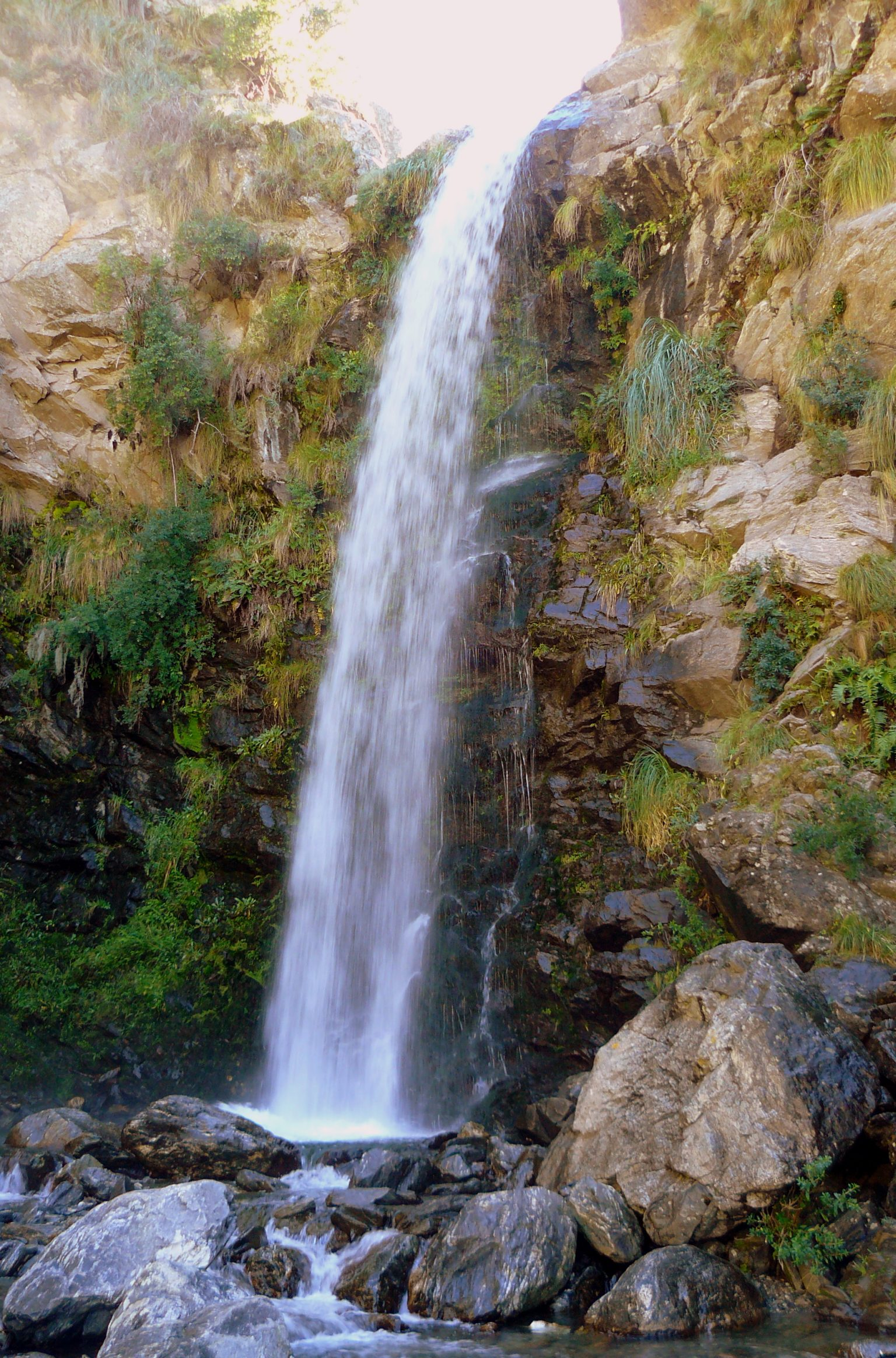
Salto del Tabaquillo en la Villa de Merlo en San Luis

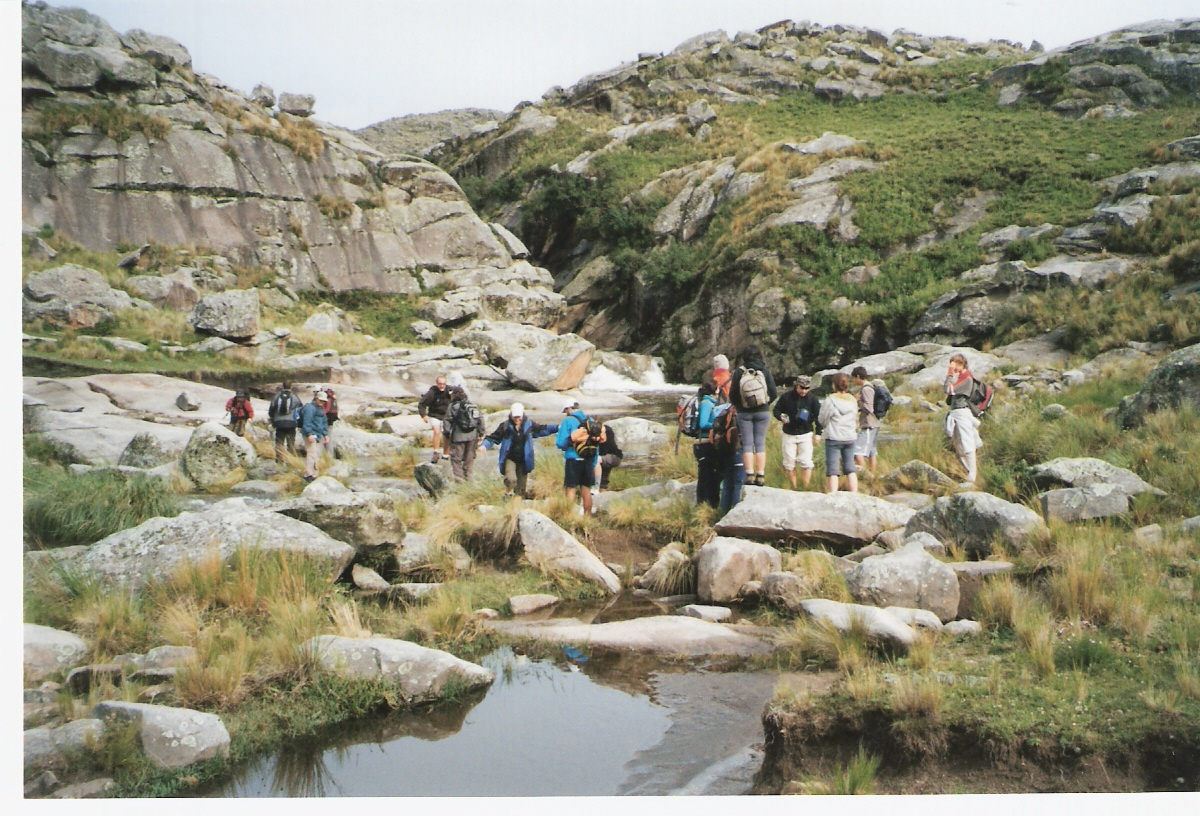
Cerro Champaquí,provincia de Córdoba Argentina

Existen en las diferentes provincias circuitos delineados y controlados; como por ejemplo:
- Río Negro ascenso al cerro Tronador, ascenso al cerro Otto, ascenso al cerro López, sendero Puerto Blest - Cascada los Cántaros, Laguna Schmoll, senda Colonia Suiza - Laguna Negra, cerro Navidad, sendas en valle del Challuaco y Refugio Neumeyer, senda al Refugio Jakob, lago Mascardi, lago Gutiérrez, senda Paso de la nubes y Refugio Agostino Rocca, saltillo de las Nalcas, bahía López, ascenso al cerro las Hormigas, lago Guillemo, lago Stefen, sendas cerro de los Leones, Pampa Linda-Laguna Ilón-Mirada del Doctor, travesía a laguna CAB desde refugio Laguna Negra, ascenso al Cerro Falso Granítico, Cruce del Glaciar Alerce, Pampa Linda-Piedra Pérez, Puerto Frías -Puerto Blest, senda a Playa Muñoz, sendero al cerro Llao Llao, Tambo de Báez-Refugio Jakob, Sendero Lago Escondido, Mirador del Glaciar Castaño Overa, Laguna Cretón, Los Césares, ascenso al cerro Campanario, ascenso cerro Piltriquitrón, senda al glaciar del hielo Azul, senda a las cumbres del Hielo Azul y Barda Negra.[1][2]
- Salta: cerro San Bernardo, virgen del Cerro en Barrio Tres Cerritos (en la ciudad de Salta); mirador de la quebrada de San Lorenzo, Rancho Viejo, Escalada cerro Los Yacones, Los Cajones, Puertas del Cielo, Incahuasi, Pascha, cruce de Abras, abra Las Tres Cruces, laguna Brava, cerro Laja, Castellanos (en Villa San Lorenzo); vuelta a la Quebrada, quebrada de Arteaga, Potrero Grande, quebrada La Toma, cerro La Cruz y Alto Astilleros (en finca Las Costas y potrero de Uriburu); Gólgota, abra de La Cruz, Ruinas de Incahuasi, sillón del Inca, cerro Pacuy (en Ing. Mauri – quebrada del Toro); Ruinas de Tastil, Abra de la Cruz (en Santa Rosa de Tastil); cerro Terciopelo, Nevado de Acay, aguas termales de Pompeya (en San Antonio de Los Cobres); cerro Macón, Mina La Casualidad, Base volcán Llullaillaco, volcán Socompa, volcán Tultul, volcán Guanaqueros, volcán Aracar, volcán San Gerónimo, Agua del Carancho y Ojo de Mar, cueva del Oso y Arenales, El Mirador —c/vista al salar de Arizaro—, Minas de Sal y Túnel del Hombre Muerto, laguna Santa María, Cono de Arita (en Tolar Grande); Volcán Quehuar o Quewar, volcán Pocitos (en Santa Rosa de los Pastos Grandes); cuevas de Acsibi, Laguna encantada, Cráter de los cóndores, Valle escondido (en Seclantás); Aguas termales, Cuchiyaco, reserva municipal Río Molinos, cerro Overo, Abra de las Banderas (en Molinos); cerro Chivilme (Chicoana); mirador de Cachi, nevado de Cachi (en Cachi); El Lipeo, El Cedral, Abra de Minas, Helechos arborescentes, Termas del Cayotal (parque nacional Baritú); El Nogalar (en Los Toldos) El Manzano, Corralito, Tintín (en cerro Negro); laguna Brava, valle Encantado, cerro Torreón o Torreón de la Cuesta, quebrada de Escoipe, cerro Malcante -p/bautismo de Alta montaña- (en la cuesta del Obispo); cascada de Alemanía (en Alemanía); quebrada de Las Conchas, cerro San Isidro y cumbres de Cafayate, El Divisadero, 7 cascadas del río Colorado, Ruinas del Divisadero, Cerro Chuscha (en Cafayate); Rumiarco (en San Carlos); cerro Cámara (en Campo Quijano); Piedras Moradas (en el cañón del río Juramento del dique Cabra Corral); Morado de Colanzulí, San Juan, San Isidro de Iruya (en Iruya); cascada del parque (en el parque nacional El Rey).

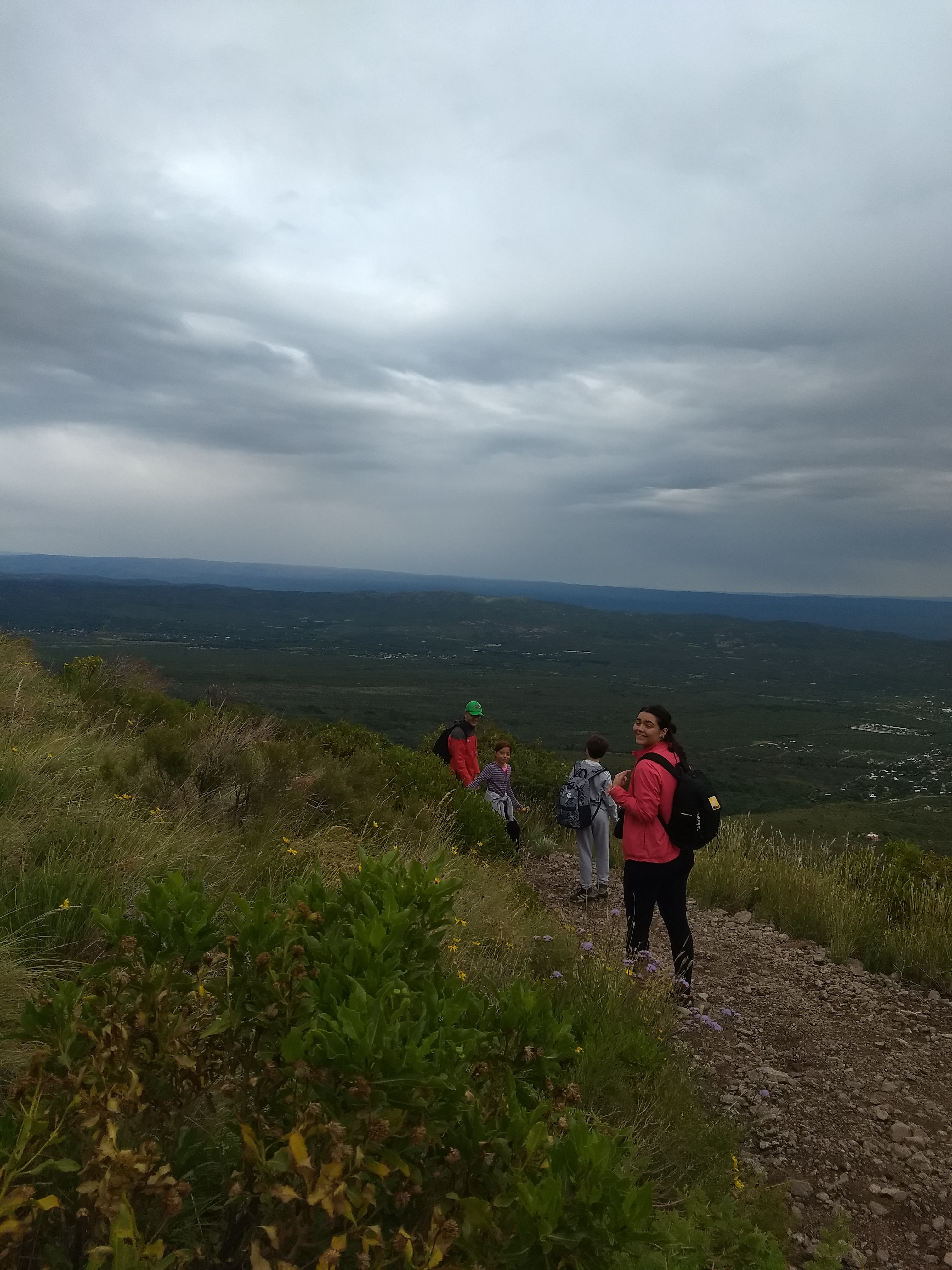
El Noroeste cordobés presenta una amplitud de paisajes y senderos de montaña de gran belleza. Desde el cerro las Gemelas la vista panorámica a la ciudad de Capilla del Monte y a la derecha el cerro Uritorco.

- El Noroeste cordobés presenta una amplitud de paisajes y senderos de montaña de gran belleza . Desde el cerro las Gemelas la vista panorámica a la ciudad de Capilla del Monte y a la derecha el cerro Uritorco. Córdoba: parque nacional Quebrada del Condorito, cerro Uritorco, cerro Colorado, Los Gigantes, Champaquí y Cerro Blanco.

- La Rioja: reserva natural Quebrada del Cóndor y yacimiento arqueológico Peñas Blancas.

- Misiones: Puerto Iguazú y Cataratas del Iguazú.

- San Luis: Salto del Tabaquillo, Cuesta del Mogote Bayo, Cuesta de Cerro de Oro, Sendas y Molles, Cruz del Chumamaya (en Vilka de Merlo), Cuesta de Carpintería (Carpintería), Cascada del Aquilucho, Cuesta de la Aguada del Bosque (Los Molles), Cuesta de San Ceferino, Cuesta de la Pichica, Cascada Esmeralda y Baños Romanos, Cuevas de los Indios (Cortaderas), Salto de la Moneda, Cerro Valle de Piedra (Potrero de los Funes).

- Santa Cruz: El Chaltén, Laguna Capri, Laguna de los Tres, Laguna Sucia, El Calafate y Glaciar Perito Moreno.

- Neuquén: Senda a laguna Negra (en Aluminé-Villa Pehuenia), Laguna Verde, Senda del lago Quillen, Sendero Escorial (en Junín de los Andes), Senda del Lahuen Co (en Huechulafquen), La Islita, Laguna Verde (en San Martín de los Andes).

- Tierra del Fuego: Ushuaia, glaciar Martial, lago Escondido (en Tolhuin).

- Mendoza: Cerros del cordón del Plata, en Vallecitos, Valle Hermoso, en Las Leñas, y Accidente Aéreo de Los Uruguayos conocido también como: Tragedia y Milagro de los Andes (1972), en El Sosneado.

- Jujuy: Quebrada de Humahuaca, volcán Tugzle, nevado de Chañi.

Otros senderos (también llamados picadas o huellas), en el mejor de los casos, se encuentran señalizados con las denominadas apachetas, mojones: piedras colocadas de manera visible que indican el camino.